# Onthophagus columbianus
Onthophagus columbianus är en skalbaggsart som beskrevs av Antoine Boucomont 1932. Onthophagus columbianus ingår i släktet Onthophagus och familjen bladhorningar. Inga underarter finns listade i Catalogue of Life.